# David Zed

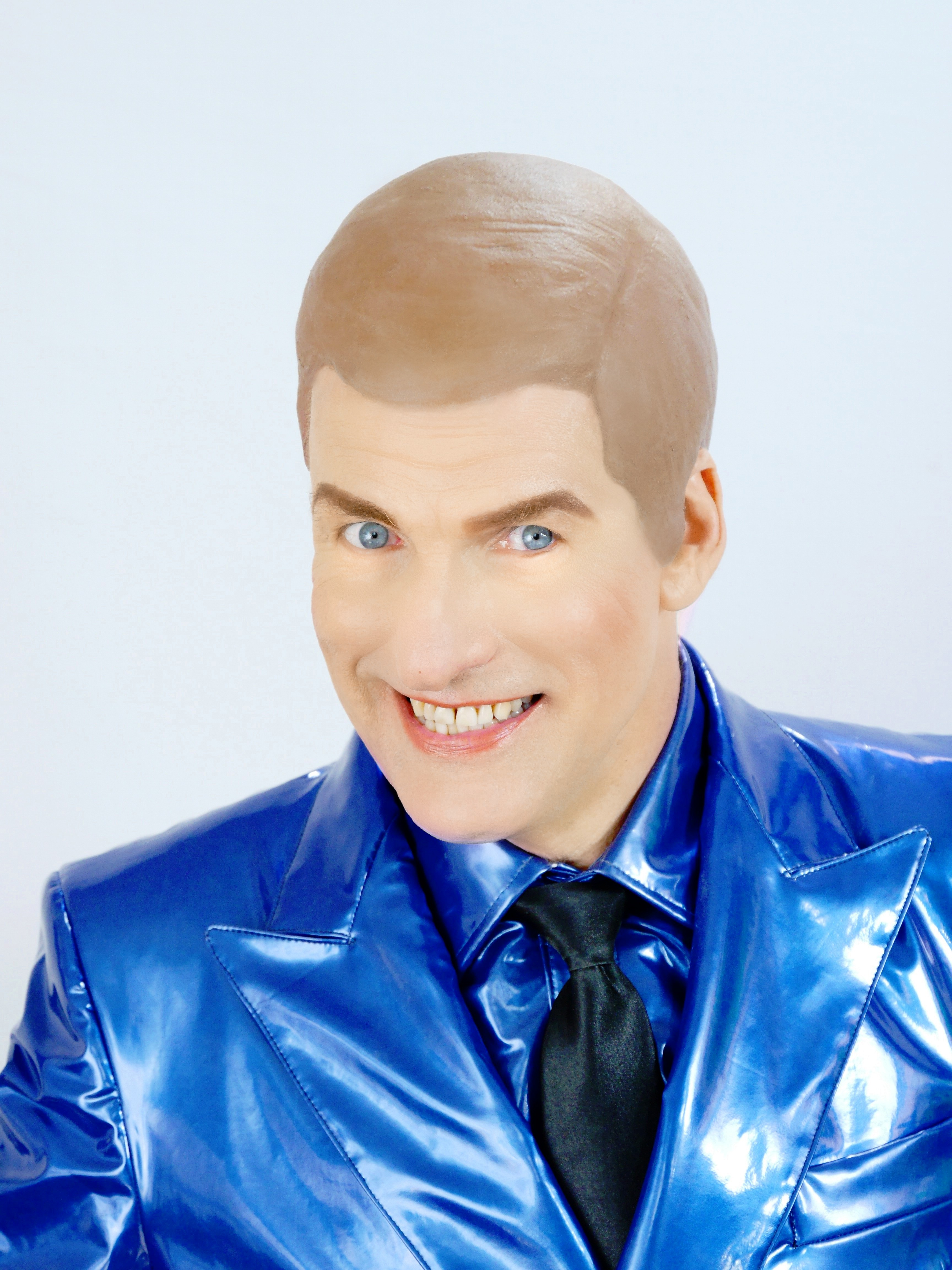

David Zed ist der Künstlername von David Kirk Traylor (* 28. Oktober 1961 in Indianapolis), ein US-amerikanischer Pantomime, Schauspieler, Komiker und Sänger. Er lebt und wirkt hauptsächlich in Italien und den USA. Seine bevorzugte Figur in der Pantomimendarstellung ist Mr. Zed, ein humanoider Roboter.

## Karriere
Traylor war das dritte von vier Geschwistern. Im Alter von fünf Jahren trat er in einer Sendung des Lokalfernsehens namens Frank Edwards Presents auf. Als Siebenjähriger wirkte er als „mechanisches Spielzeug“ im Royal Danish Ballet mit. Bald darauf zog seine Familie nach Atlanta, wo er Schauspiel und Drehbuch beim Actors and Writers Workshop von Walter Roberts, dem Vater von Eric und Julia Roberts, studierte. Die Familie zog nach Philadelphia, wo Traylor seine ersten Erfahrungen mit Stoffen von William Shakespeare machte. Er begeisterte sich früh für die Comedy und während er auf dem College Medienfächer studierte, trat er in der übrigen Zeit auf kleinen lokalen Bühnen auf. Hier entwickelte er seine pantomimische Darstellung eines Androiden. Dabei imitiert er die Bewegungen, wie sie ähnliche existierende oder fiktive humanoide Maschinenwesen zeigen, wie etwa gleitende Fußbewegungen, um ein „rollendes“ Vorwärtsgleiten vorzugeben, das rhythmische Bewegen der Gliedmaßen sowie das ruckende, mechanisch wirkende Drehen seines Kopfes.
Ein Wendepunkt in seinem Leben trat ein, als er ein Auslandsstipendium für Rom erhielt. Auch hier verdiente er sich das Geld zum Leben mit kleinen Auftritten auf der Piazza Navona und als Diskjockey bei einem römischen Radiosender („Radio Daily American“ in englischer Sprache). Am Ende seines Studiums erhielt er von einer kleinen Plattenfirma eine Einladung zu einer Show-Tournee durch Italien. Hierbei wurde das Major-Label EMI auf ihn aufmerksam und nahm ihn unter Vertrag. Zeitgleich war er Co-Moderator, bzw. Sidekick von Stefania Rotolo in der Unterhaltungssendung „Tilt“, welche von 1979 bis 1980 auf RAI 1 lief. 1980 trat er als Gast bei dem Sanremo Music Festival mit dem Discosong „R.O.B.O.T.“ auf, welcher Platz 8 der italienischen Hitparade erreichte. Danach übernahm er den Sidekick bei der Mittagsshow Pronto, Raffaella? (1983–1985) der Sängerin Raffaella Carrà, wofür er auch eigene Sketche schrieb. Bereits hier trat er oftmals in seinem später so typischen, glänzend-stahlblauen Herrenanzug auf. Er hatte auch Auftritte in Deutschland, so am 12. Oktober 1993 in der Sendung Gottschalk Late Night.
1989 kehrte Traylor in die USA zurück und arbeitete im Comedy-Club The Comedy Store in Hollywood und später in Las Vegas. Auch trat er in verschiedenen amerikanischen Fernsehsendungen auf, u. a. 1993 in der The Tonight Show. 1991 heiratete er seine italienische Freundin. Bei dem Northridge-Erdbeben 1994 entging das Ehepaar knapp der Katastrophe, jedoch zerstörte das Unglück fast alles, was sie besaßen.
Im Juni 1994 zog es ihn wieder nach Italien, um eine eigene TV-Show, jedoch in seiner Muttersprache, zu produzieren. Die Show wurde im Auftrag eines internationalen Satellitenfernsehanbieters („Orbit Communications Company“, heute Orbit Showtime Network) in 35 Länder ausgestrahlt. Die „Mr. Zed Show“ lief mit großem Erfolg insgesamt fünf Jahre und war die erste Sendung, die ausschließlich digital aufgezeichnet wurde.
Im November 1994 trat ZED live in der japanischen Fernsehsendung Zakubaran (NHK) auf, kurz darauf folgte die Jack Dee Show aus London.
2003 erhielt er den „Most Unique Performer Award“ beim Tokyo International Comedy Festival. Er schreibt Drehbücher und hat kleinere Auftritte in vielen Fernsehserien. 2016 übernahm er Nebenrollen in den Filmen „Blood on Méliès Moon“ und „In Guerra Per Amore“ (In War with Love). Seit 2021 wirkt er bei der italienischen Soap Opera „Un posto al sole“ mit. 2019 nahm er an der NBC-Talentshow Bring the Funny teil. In dieser Show konnten Teilnehmer im Recall-Verfahren in die jeweils folgende Sendung weiterkommen. Traylor, alias Mr. Zed, schied jedoch bereits in der ersten Folge aus, trat aber noch einmal im Finale auf. Zuvor trat er am 15. Juni 2019 für eine Promotion jener Sendung in der Tonight Show (hier mit dem Moderator Jimmy Fallon) auf.
Traylor lebt mit seiner italienischen Frau und seinen Töchtern Sara (* 1994) und Marina (* 1997) in Rom.

## Diskografie

### Singles
- 1980 – I'm a Robot/I’m a Robot (Instrumental Version) (Banana Records)
- 1980 – R.O.B.O.T. (erreobioti)/R.O.B.O.T. (Versione Strumentale) (EMI)
- 1980 – Balla robot/Balla Robot (Versione Strumentale) (Banana Records)
- 1983 – Ballarobot/I am a Robot (Banana Records)
- 1986 – Witch Doctor/U-I-U-A-A (G & G Records, auch als Maxisingle)